# Casalbeltrame
Casalbeltrame (piemontiul: Casalbeltram) település Olaszországban, Piemont régióban, Novara megyében. Lakosainak száma 988 fő (2023. január 1.). Casalbeltrame Biandrate, Casalino, Casalvolone és San Nazzaro Sesia községekkel határos.

## Népesség
A település népességének változása:
| Lakosok száma | 968  | 959  | 988  |
|               | 2017 | 2018 | 2023 |